# Achmetowicz
Achmetowicz (Achmatowicz) – polski herb szlachecki.

## Opis herbu
W polu barwy niewiadomej łękawica na opak barwy niewiadomej między takimiż kołami trzema nad dwoma.

## Najwcześniejsze wzmianki
Jest to herb z pieczęci Mustafy Achmatowicza wywodzącego się z rodu Achmatowiczów herbu Achmat. Dokument z pieczęcią pochodzi z 1592 roku.

## Herbowni
Achmetowicz – Achmatowicz